# Slottsrätt
Slottsrätt var i äldre tid en domstol som hade till uppgift att rannsaka och döma över alla de excesser, som förövades av slottsbetjänter - utom hov- och militärstaten - på de kungliga slotten eller inom dess jurisdiktioner. 
Den första slottsrätten inrättades 1681 i Stockholm, och genom kunglig förordning av 23 juni 1696 bestämdes, att på samtliga kungliga slott i riket skulle finnas en slottsrätt, där länets landshövding skulle föra presidium och ha sex bisittare. 
Slottsrätterna avskaffades genom förordningen av 19 december 1844 angående upphörande av vissa särskilda domstolar.